# Robert de Malvoisin
Robert de Malvoisin fou un poeta i músic francès del segle xii.
Pertanyia a una de les grans famílies del comtat de Vexinle-Français, i era nebot de Guido, castellà de Coucy. Dues cançons musicals seves figuraren entre els manuscrits de la Biblioteca imperial de París.
Per les relacions de semblança que mitjançant entre algunes de les seves obres i les de l'espanyol Gonzalo de Berceo s'ha de veure l'obra d'aquest últim.